# Vinateros (métro de Madrid)
Vinateros est une station de la ligne 9 du métro de Madrid, en Espagne.

## Situation sur le réseau
La station de métro se situe entre Estrella et Artilleros.

## Histoire
La station est mise en service le 31 janvier 1980, lors de l'ouverture de la première section de la ligne 9 reliant Sainz de Baranda à Pavones.

## Services aux voyageurs

### Intermodalité
La station est en correspondance avec la ligne d'autobus no 71 du réseau EMT.